# 佩尼亚卡瓦列拉
佩尼亚卡瓦列拉，是西班牙卡斯蒂利亚-莱昂萨拉曼卡省的一个市镇。 总面积6平方公里，总人口197人（2001年），人口密度33人/平方公里。